# Sando Dicker
Samuel Sando Dicker (* 24. Januar 1894 in Galați; † 12. April 1935 in Berlin) war ein rumänischer Komponist und Unterhaltungsmusiker jüdischer Abstammung.

## Leben
Dicker wurde im rumänischen Galaţi geboren. Er kam noch vor dem Ersten Weltkrieg nach Berlin. Er schrieb in den 1920er Jahren Märsche und Unterhaltungsmusik. Eine Spezialität Dickers waren Charakterstücke, ein Genre, das in dieser Zeit sich Beliebtheit erfreute und im Repertoire keiner Caféhauskapelle und keines Kurorchesters fehlte. Sie hatten oft „märchenhafte“ Titel, z. B. Schneekönigins Hochzeitszug oder Hänsel und Gretels Heimkehr. Dickers Charakterstücke hatten dabei durchaus internationalen Zuschnitt, was Titel wie Chinesisches Intermezzo, Serenata espagnola, Michigan Wellen beweisen. Sie wurden auch auf Grammophonplatten und im Rundfunk verbreitet.
Manche Kompositionen von Dicker sind bis in die jüngste Zeit in speziellen Bearbeitungen, z. B. für Mandolinenorchester oder für Akkordeon bzw. Bandoneon, bei Musikverlagen erhältlich geblieben.
Sein Marsch Crown of Joy wurde „uncredited“ verwendet in dem Film The Entertainer (nach dem Bühnenstück von John Osborne) von 1960.
Dicker starb am 12. April 1935 in Berlin.

## Werke
nach Opuszahl sortiert:
- Tapfer und treu : Op. 117 : Bravour-Marsch by Sando Dicker ( ) instr. v. Hermann Raasch. Berlin : Hermann Löffler, cop. 1922.
- Tapfer und treu. Bravour-Marsch ; Op. 117  by Sando Dicker ( ) F. Akkord. I (ab 48 B.) Berlin: Löffler 1955.
- Kirschblütenfest, chines. Intermezzo ; Op. 200 by Sando Dicker ( )  F. Mdln-Quart. <Orch.> Bearb.: R. Krebs. Berlin : Löffler 1954
- Felicidades.  Serenata espagnola ; Op. 209 by Sando Dicker ( ) F. Band[oneon], Bearb.: P. Fries. Berlin : Löffler 1948
- Michigan-Wellen, Walzer ; Op. 213 by Sando Dicker ( ) F. Band[oneon], Bearb. P. Fries. Berlin : Löffler 1948
- Perlen und Tränen Walzer ; Op. 250 by Sando Dicker ( ) F. Akkord. ab 48 B. Bearb.: O. Bukowski. Berlin : Löffler 1947
- Herbst-Serenade Op. 256 by Sando Dicker ( )  F. Akkord. ab 48 B. Bearb.: O. Bukowski. Berlin : Löffler 1957
- Schneekönigins Hochzeitszug. Charakterstück ; Op. 262 by Sando Dicker ( ) [Ausg. für Salonorchester, Stimmen]. Berlin: Löffler  1929. 12 St. / F. Klavier.  Berlin: Löffler  1947
- Pegasus Ouverture ; Op. 273 by Sando Dicker ( )  F. Mdln-Quartett. Bearb.: R. Krebs. Berlin: Löffler 1949
- Viribus unitis (mit vereinten Kräften) : Marsch ; Op. 274 by Sando Dicker ( ) F. Akkord. (ab 80 B.) Berlin : Löffler 1954
- Concordia-Marsch : Op. 297 / S. Dicker () F. Klav. m. Bez. Berlin: Löffler 1958
- Ständchen im Park Op. 303 by Sando Dicker, Bearb.: R. Krebs ( ) F. Akkord. (Orig. - Erleicht ab 24 B.) Berlin : Löffler 1956
- Lockenpüppchen. Charakterstück ; Tanz-Intermezzo ; Op. 305 by Sando Dicker ( ) F. Klavier. Berlin : Löffler 1947

ohne Opuszahl:
- Sympathie, Valse boston by Sando Dicker. Instr. v. P. Lincke. Berlin : Apollo-Verl., c 1920.[4]
- Aschenbrödels Brautzug. Characterstück von S. Dicker ; [Ausg. für Klavier 2händig. copyr. 1921 Musikverlag Astra Berlin]. Berlin : Astra-Verl. 1955
- Der verliebte Nussknacker. Charakterstück Besetzung GrO. Komponist: S. Dicker ; Arrangeur: Max Rhode. Katalog-Nr. KL 921 (15221)[5]
- Der verliebte Nußknacker. Charakterstück 18. Januar 1928[6]
- Angels and Imps. Intermezzo. Arranged [for military band] by Aubrey Winter. Conductor [and parts] by Sando Dicker (Boosey's military Journal., ser. 162. no.3 )
- Frei durch die Welt. Marsch by Sando Dicker. Instrumentiert von W. Pfeuffer.  Berlin : Musikverl. „Elgen“ [ca. 1930]
- Blandjinka. Russischer Boston. Sando Dicker. Instrumentiert von Hermann Raasch. Berlin Musikverl. „Elgen“ [ca. 1930]
- Cartageña. Serenade espagnole by Sando Dicker Berlin Musikverl. „Elgen“ [ca. 1930]
- Crown of joy : march. For orchestra. Sando Dicker; arr. by Adolf Lotter. Pl. no. B. & H.7406. London, Verlag Boosey & Hawkes, ©1934.
- Hänsel und Gretels Heimkehr : Charakterstück by  Sando Dicker. [Arr. Karl Buchholz]. [Ausg. für] Salon-Orch. Berlin-Neukölln : Prinz, 1934. [Serie Elite-Salon-Orchester]
- Natascha, mein Herz steht in Flammen ; Walzerlied / S. Dicker u. Charles Dagron.  F. S.-Orch. Berlin : Löffler, 1957

## Tondokumente
- Tapfer und Treu – Bravour Marsch (S. Dicker, bearb. F.v.Blon) Berliner Harmonie-Orchester. Dirigent: Franz von Blon. Electrola E.G.1310 (8-40129) aufgen. Berlin 1928.[7]
- Aschenbrödels Brautzug (Sando Dicker). Charakterstück. Künstler-Orchester Dajos Béla. Odeon O-2104 a (Be 6006) aufgenommen: 1. Februar 1927
- Aschenbrödels Brautzug (Sando Dicker). Characterstück. Paul Godwin mit seinem Künstler-Ensemble. Grammophon 27 007 (mx. 581 Bi-IV) – 1928[8]
- Aschenbrödels Brautzug (Sando Dicker). Charakterstück. Künstler-Orchester Géza Komor. Tri-Ergon T.E.5158 B (mx. 01250 ml) aufgen. 04.1928[9]
- Der verliebte Nussknacker (Composer: L. [!] Dicker) .  Kapelle Gerhard Hoffmann, Berlin. HMV  AM 1148 / Electrola E.G. 779 :  Cat.Nr.: 8-40 609 (mx. BK 2736-1), aufgen. 18-1-28[10]